# N-結合型グリコシル化

さまざまな生物で産生されるさまざまな脂質結合型オリゴ糖前駆体

N-結合型グリコシル化（Nけつごうがたグリコシルか、英: N-linked glycosylation）とは、オリゴ糖（いくつかの糖分子からなる炭水化物。糖鎖やグリカンと呼ばれることもある）をタンパク質のアスパラギン（Asn）側鎖のアミドの窒素原子に付加することであり、N-グリコシル化（N-glycosylation）とも呼ばれる。このタイプの結合は真核生物の一部のタンパク質の構造と機能の両面で重要である。N-結合型グリコシル化は真核生物に加えて古細菌でも広く生じるが、細菌では極めてまれである。糖タンパク質に付加されるN-結合型糖鎖の性質はタンパク質や、発現した細胞によって決定され、生物種によっても異なる。さまざまな生物種がさまざまなタイプのN-結合型糖鎖を合成する。

## 結合形成のエネルギー
糖タンパク質には2つのタイプの結合が関係している。糖鎖の糖残基の間の結合と、糖鎖とタンパク質を連結する結合である。
糖鎖内の糖はグリコシド結合で互いに連結されている。これらの結合は典型的には糖分子の1位と4位の炭素の間で形成される。グリコシド結合の形成はエネルギー的に不利であり、そのため2分子のATPの加水分解と共役している。
一方、糖鎖のタンパク質への結合にはコンセンサス配列の認識が必要である。N-結合型糖鎖はほぼ常に、Asn-X-Ser/Thrコンセンサス配列中のアスパラギンの窒素原子に付加される。Xはプロリン以外の任意のアミノ酸である。
動物細胞では、アスパラギンに付加される糖鎖はほぼ必ずβ結合型N-アセチルグルコサミン（GlcNAc）である。このβ結合は上述した糖鎖構造中の糖の間の連結と類似している。アノマー炭素は糖のヒドロキシル基に付加される代わりに、アスパラギンのアミドの窒素に付加される。この連結に必要なエネルギーは糖-リン酸結合の切断から得られる。

## 生合成

N-結合型糖タンパク質の生合成経路。N-結合型糖鎖の合成は小胞体で開始され、引き続きゴルジ体で行われ、細胞膜で終結する。細胞膜ではN-結合型糖タンパク質は分泌されるか膜に埋め込まれる。

N-結合型糖鎖の生合成は3つの主要な段階を経て行われる。
1. ドリコール（英語版）結合型前駆体オリゴ糖の合成
2. タンパク質への前駆体オリゴ糖の転移
3. オリゴ糖のプロセシング

オリゴ糖の合成、転移、初期のトリミングは小胞体で行われ、その後の糖鎖のプロセシングと修飾はゴルジ体で行われる。
N-グリカンの構造は多様であるが、すべて共通の経路で合成されるため共通したコア構造を持つ。コア構造は本質的には2つのN-アセチルグルコサミンと3つのマンノースから構成される。その後コア構造はさらに修飾され、多様なN-グリカン構造が形成される。

### 前駆体オリゴ糖の合成
N-結合型グリコシル化過程は、ドリコール結合型GlcNAcの形成から開始される。ドリコールはイソプレン単位の繰り返しからなる脂質分子である。この分子は小胞体の膜に結合していることが知られている。糖分子はドリコールへピロリン酸結合を介して連結される（2つのリン酸のうちの1つはもともとドリコールに結合していたもので、もう1つは糖ヌクレオチドに由来するものである）。その後、さまざまな糖分子が段階的に付加されてゆくことでオリゴ糖鎖は伸長し、前駆体オリゴ糖が形成される。
この前駆体オリゴ糖過程は2つのフェーズからなり、ここではフェーズI、フェーズIIと呼ぶ。フェーズIは小胞体膜の細胞質側で行われ、フェーズIIは小胞体膜の内腔側で行われる。タンパク質への転移の準備が整った前駆体分子は、2個のGlcNAc、9個のマンノース、3個のグルコース分子からなる。
| フェーズI | フェーズI          |
| ステップ | 部位               |
| --- | ------------------ |

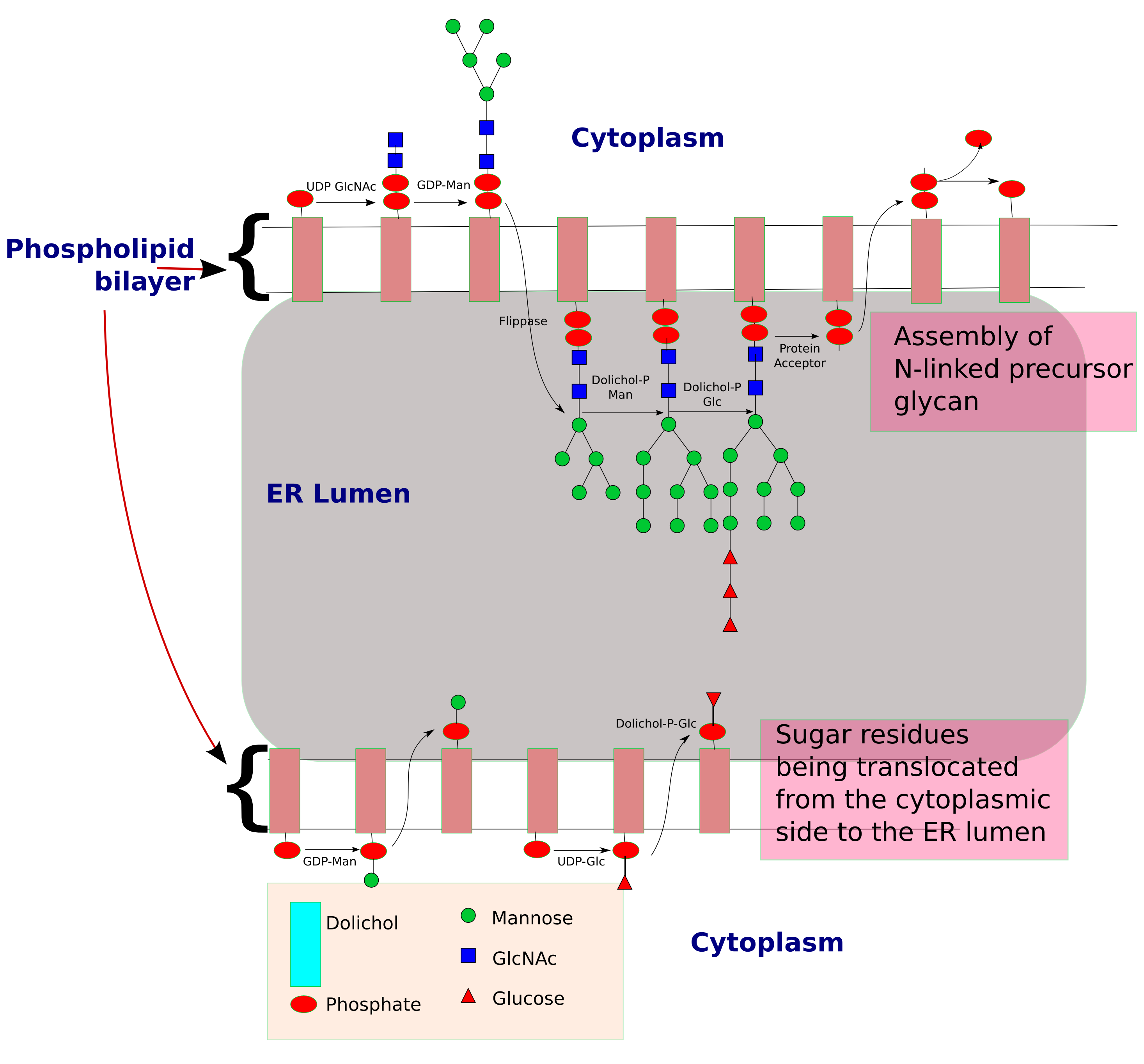
N-結合型グリコシル化過程における前駆体オリゴ糖の段階的合成。この模式図では表に記載されたフェーズIとフェーズIIの各ステップが記されている。

| - UDP-GlcNAcを糖供与体として2つのGlcNAc残基が小胞体膜に埋め込まれたドリコール分子に付加される。糖とドリコールの間にはピロリン酸結合が形成される。 - GDP-Manを糖供与体として5つのマンノース残基が付加される。これらの段階はグリコシルトランスフェラーゼによって行われる。 - 産物: ドリコール - GlcNAc2 - Man5 | 小胞体膜の細胞質側 |
| この時点で脂質結合型糖鎖は膜を越えて移行し、小胞体内腔の酵素がアクセスできるようになる。この過程はよく理解されていないが、フリッパーゼによって行われていることが示唆されている。 |                    |
| フェーズII |                    |
| - 伸長中の糖鎖は小胞体膜の内腔側に露出し、その後の糖（4つのマンノースと3つのグルコース）の付加が行われる。マンノースの供与体はドリコールリン酸-マンノース、グルコースの供与体はドリコールリン酸-グルコースであり、これらの供与体はドリコールリン酸とGDP-ManまたはUDP-Glcとの反応によって形成される。 - これらの糖はドリコール分子への結合とその後のフリッパーゼの助けによって、小胞体の細胞質側から内腔側へ輸送される。 - 産物: ドリコール - GlcNAc2 - Man9 - Glc3 | 小胞体膜の内腔側   |

### タンパク質への糖鎖の転移
前駆体オリゴ糖が形成されると、完成された糖鎖は小胞体内腔の新生ポリペプチドに転移される。この反応は糖鎖-リン酸間の結合の切断から得られるエネルギーによって駆動される。糖鎖が新生ポリペプチドに転移されるには3つの条件が存在する。
- アスパラギンが一次構造上、特定のコンセンサス配列中（Asn–X–SerまたはAsn–X–Thr、稀にAsn–X–Cys）に位置している[6]。
- アスパラギンがタンパク質の三次構造上、適切な位置に存在している。糖は極性分子であるため、付加されるアスパラギンはタンパク質の表面に位置している必要があり、タンパク質内部に埋まっていてはならない。
- アスパラギンが小胞体の内腔側に位置している。標的となる残基は分泌タンパク質か、もしくは膜タンパク質の内腔側領域に存在している。

オリゴサッカリルトランスフェラーゼは、小胞体内腔に位置する翻訳中のポリペプチドのコンセンサス配列の認識と前駆体糖鎖の転移を担う酵素である。N-結合型グリコシル化は翻訳と共役したイベントである。

### 糖鎖のプロセシング

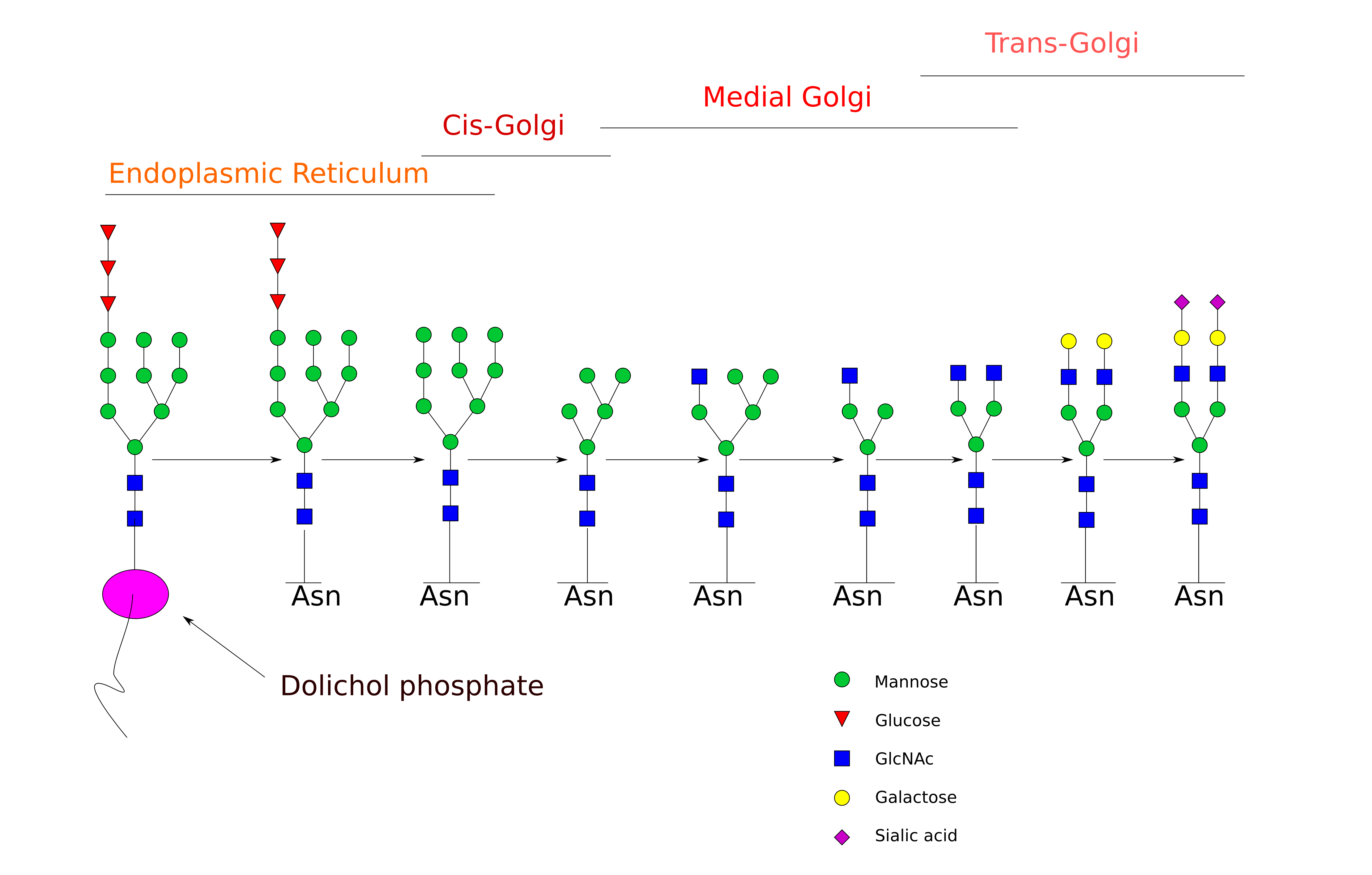
小胞体とゴルジ体における糖鎖のプロセシング

N-結合型糖鎖のプロセシングは小胞体とゴルジ体で行われる。初期の前駆体分子のトリミングは小胞体で行われ、その後のプロセシングはゴルジ体で行われる。
新生ポリペプチドへの完成した糖鎖の転移に伴って、グリコシダーゼと呼ばれる酵素によって一部の糖残基が除去される。これらの酵素は水分子を用いてグリコシド結合を切断する。これらの酵素はエキソグリコシダーゼであり、糖鎖の非還元末端に位置する単糖のみに対して作用する。この初期のトリミング段階は、小胞体内でタンパク質のフォールディングを監視する品質管理段階として機能すると考えられている。
タンパク質が正しくフィールディングすると、糖鎖の末端のグルコースがグルコシダーゼI、IIによって除去される。最後の3番目のグルコース残基の除去は、糖タンパク質が小胞体からシスゴルジへの移行の準備が整ったことのシグナルとなる。また、小胞体のマンノシダーゼによって一部のマンノースの除去が触媒される。しかし、タンパク質が適切にフォールディングしていない場合はグルコース残基は除去されず、糖タンパク質は小胞体から移動することができない。シャペロンタンパク質（カルネキシン/カルレティキュリン）がフォールディングしていないタンパク質や部分的にフォールディングしたタンパク質に結合し、適切なフォールディングを助ける。
次の段階は、シスゴルジでの糖残基の付加と除去である。これらの修飾はそれぞれグリコシルトランスフェラーゼとグリコシダーゼによって触媒される。シスゴルジでは、一連のマンノシダーゼによってα-1,2-グリコシド結合で結合した4つのマンノース残基の一部または全部が除去される。ゴルジ体の中間層では、グリコシルトランスフェラーゼによって糖鎖のコア構造に糖残基が付加され、高マンノース型（high-mannose）、複合型（complex）、混合型（hybrid）糖鎖と呼ばれる3つの主要なタイプの糖鎖が形成される。

糖鎖の3つの主要なタイプ

- 高マンノース型は、2つのGlcNAcと5つから9つのマンノースからなる糖鎖を持つ。
- 複合型は2つのGlcNAcと3つのマンノースのコア構造からなる。5つのマンノースを持つ糖鎖の1-3アームにGlcNAcが付加されると、1-6アームの2つのマンノースが除去され、こちらにもGlcNAcが付加される。典型的にはその後ガラクトースとシアル酸が付加される。
- 複合型は1-3アームへのGlcNAcの付加後、1-6アームのマンノースの除去が起こらなかったものである。

### 原核生物において
同様のN-結合型糖鎖生合成経路は原核生物にも見つかっている。細菌や古細菌での最終的な糖鎖構造は真核生物の小胞体で作られる初期前駆体と大きな差異はないようである。一方で真核生物では、前駆体糖鎖は細胞表面に向かう途上で広範囲にわたる修飾を受ける。

## 機能
N-結合型糖鎖は内的な機能と外的な機能の双方を有する。
| 内的 | 1. 細胞壁や細胞外マトリックスの構造的構成要素となる 2. タンパク質の安定性や可溶性を変化させる（熱安定性やpH安定性など） |
| 外的 | 1. 糖タンパク質の輸送を指示する 2. 細胞シグナル伝達（細胞間や細胞-マトリックス間の相互作用）を媒介する                  |

免疫系においては、免疫細胞表面のN-結合型糖鎖は細胞の遊走パターンの指示を助ける。例えば、皮膚へ移動する免疫細胞は皮膚へ選択的にホーミングするよう特定のグリコシル化が行われている。IgE、IgM、IgA、IgGを含むさまざまな免疫グロブリンのグリコシル化パターンはFcや他の免疫受容体への親和性を変化させ、それぞれに独特なエフェクター機能を付与する。糖鎖は「自己」と「非自己」の識別にも関与している可能性があり、さまざまな自己免疫疾患の病理と関係している可能性がある。

## 臨床的意義
N-結合型グリコシル化の変化は関節リウマチ、1型糖尿病、クローン病、がんを含むさまざまな疾患と関係している。
N-結合型グリコシル化に関与する18の遺伝子の変異はさまざまな疾患の原因となり、その大部分は神経系に関するものである。

## 治療用タンパク質における重要性
上市されている治療用タンパク質の多くは抗体であり、N-結合型糖タンパク質である。エタネルセプト、インフリキシマブ、リツキシマブはこうしたN-結合型グリコシル化がなされた治療用タンパク質の例である。

ヒトと動物細胞で産生される糖鎖の差異。ヒト細胞はNeu5Gcのキャップを欠く。

製薬分野におけるN-結合型グリコシル化の重要性は明らかに高まっている。細菌や酵母のタンパク質生産系は高収率で低コストという大きな利点が存在するが、対象のタンパク質が糖タンパク質である場合には問題が生じる。大腸菌などの大部分の原核生物発現系は翻訳後修飾を行うことができない。一方、酵母や動物細胞などの真核生物の発現宿主はヒトとは異なるグリコシル化パターンを持つ。こうした発現宿主で生産されたタンパク質は多くの場合ヒトタンパク質と同一ではなく、そのため患者で免疫反応を引き起こす。例えば、出芽酵母Saccharomyces cerevisiaeは多くの場合高マンノース型糖鎖を産生し、これらは免疫原性を有する。
CHO細胞やNS0細胞などの非ヒト哺乳類発現系は複雑なヒト型糖鎖を付加する装置を備えている。しかしながら、こうした系で産生される糖鎖はヒトで産生される糖鎖とは異なる場合があり、例えば、ヒト細胞はN-アセチルノイラミン酸（Neu5Ac）を含む糖鎖のみを産生するのに対し、こうした細胞はNeu5AcとN-グリコリルノイラミン酸（Neu5Gc）の双方でキャップされている場合がある。さらに、動物細胞はガラクトース-α-1,3-ガラクトースエピトープを含む糖タンパク質を産生する場合があるが、これはα-galアレルギーを持つヒトにアナフィラキシーショックを含む重篤なアレルギー反応を引き起こす可能性がある。
遺伝子ノックアウトによってこうした糖鎖構造を産生する経路を消失させるなど、いくつかのアプローチによってこうした欠点は対処されている。さらに、ヒト様のN-結合型糖鎖を持つ治療用糖タンパク質を産生するよう、発現系の遺伝的改変も行われている。こうした発現系には、ピキア酵母Pichia pastoris、昆虫細胞株、植物、細菌のものも存在する。

## 関連文献
- “Glycans in the immune system and The Altered Glycan Theory of Autoimmunity: a critical review”. Journal of Autoimmunity 57:  1–13. (February 2015). doi:10.1016/j.jaut.2014.12.002. PMC 4340844. PMID 25578468.